# رون کرون
رون کرون (هلندی: Ron Kroon؛ ۱۷ سپتامبر ۱۹۴۲ – ۱۲ ژوئیهٔ ۲۰۰۱) یک شناگر، عکاس، و روزنامه‌نگار اهل پادشاهی هلند بود.
او موفق شد برندهٔ دو مدال برنز در مسابقات ورزش‌های آبی اروپا ۱۹۶۲ شود. وی در بازی‌های المپیک تابستانی ۱۹۶۰ و بازی‌های المپیک تابستانی ۱۹۶۴ هم شرکت داشت و توانست در رشتهٔ ۴۰۰ متر امدادی تیمی به رتبه هشتم دست یابد. مابین سال‌های ۱۹۶۰ تا ۱۹۶۴ میلادی، وی ۴ قهرمانی کشوری در هلند به‌دست‌آورد و ۱۲ رکورد ملی در شنای ۱۰۰ متر آزاد از خود به‌جای گذاشت. وی نخستین شناگر هلندی محسوب می‌شود که توانست ۱۰۰ متر را در کمتر از ۵۵ ثانیه شنا کند.
پس از اتمام دوران حرفه‌ای ورزشی، رون کرون به عکاسی روی آورد و عکس‌های فراوانی از افراد مشهور هم‌دوره خود ثبت کرد.

## برخی عکس‌ها

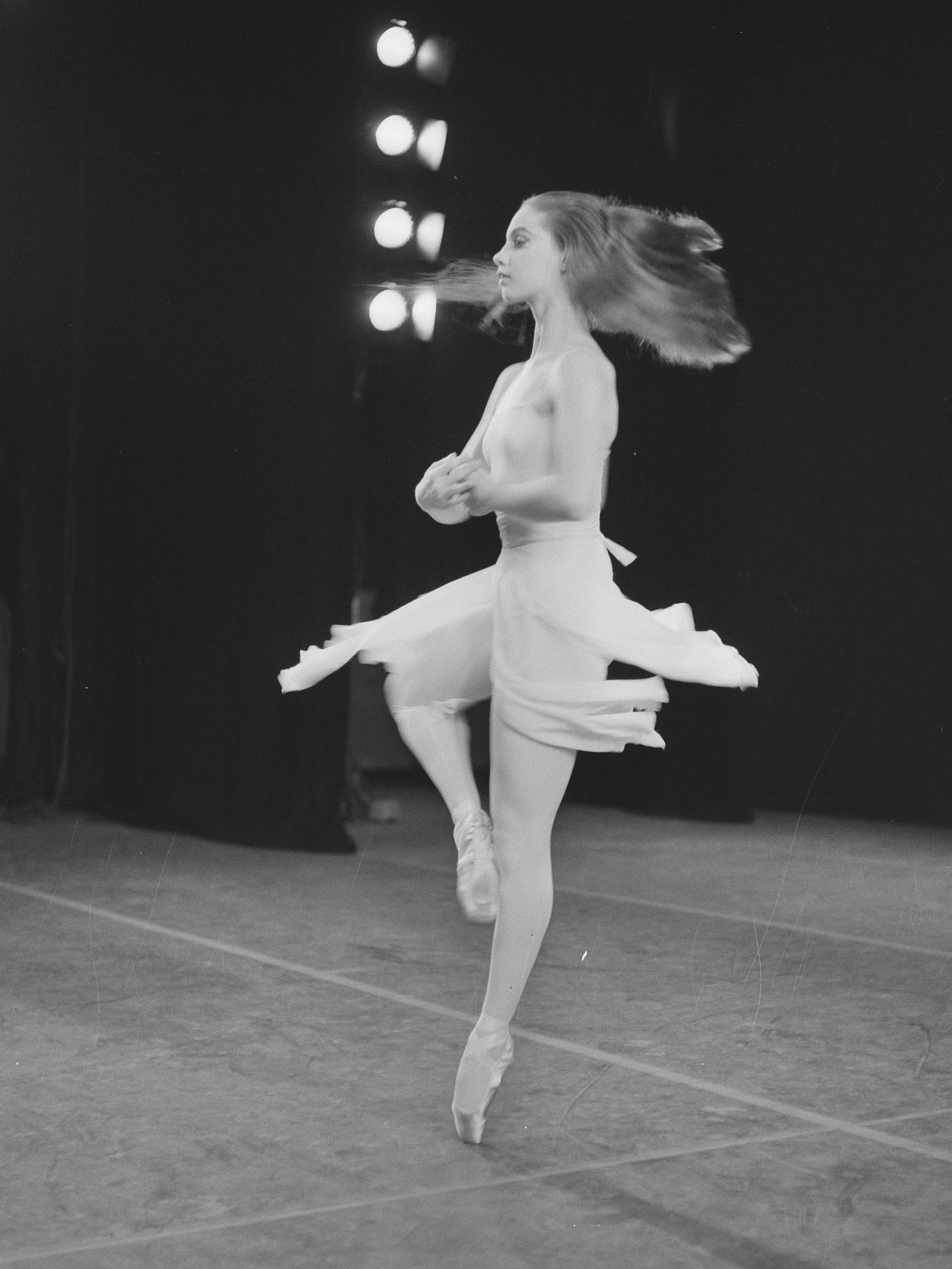
سوزان فارل
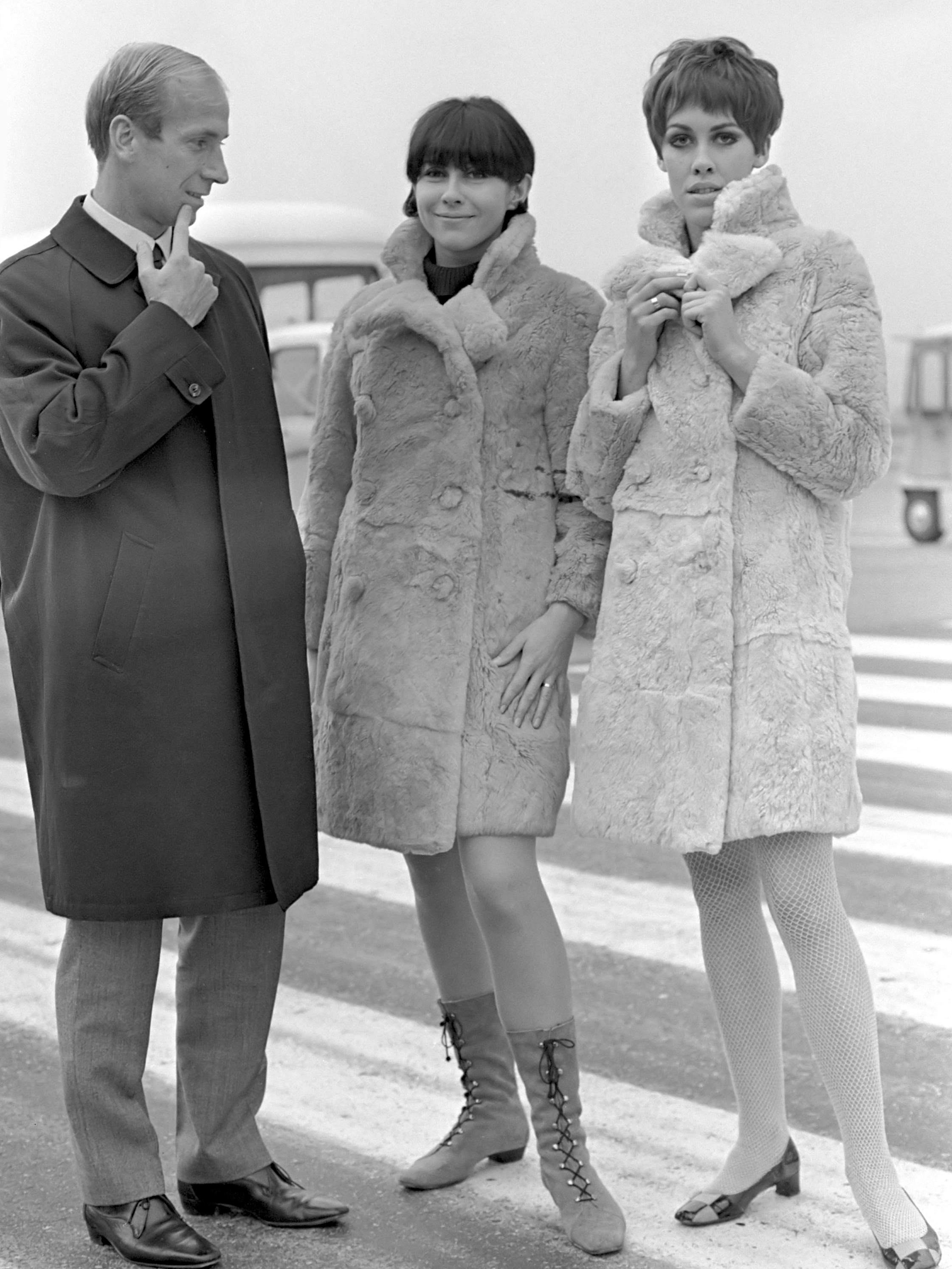
بابی چارلتون
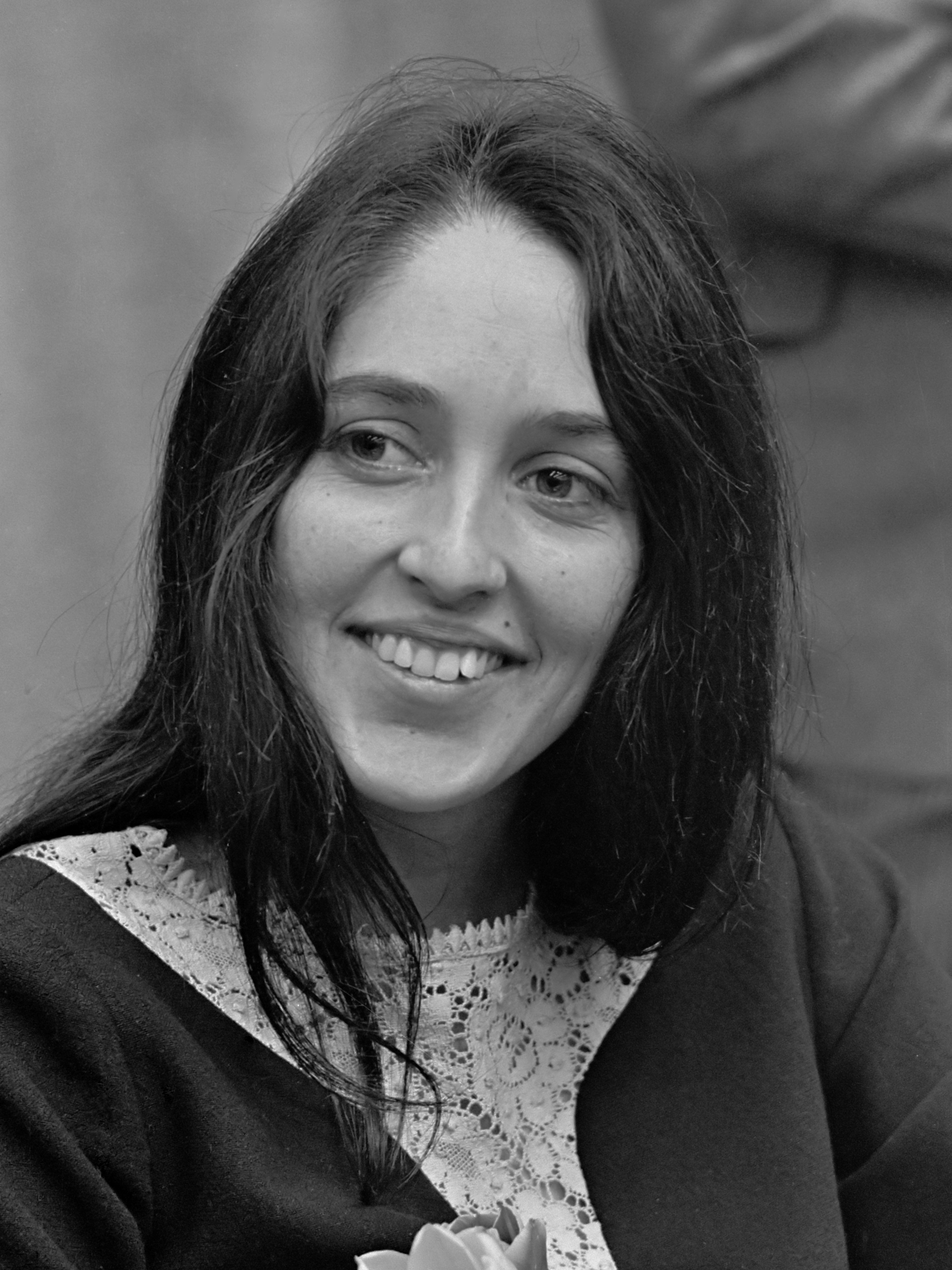
جون بایز
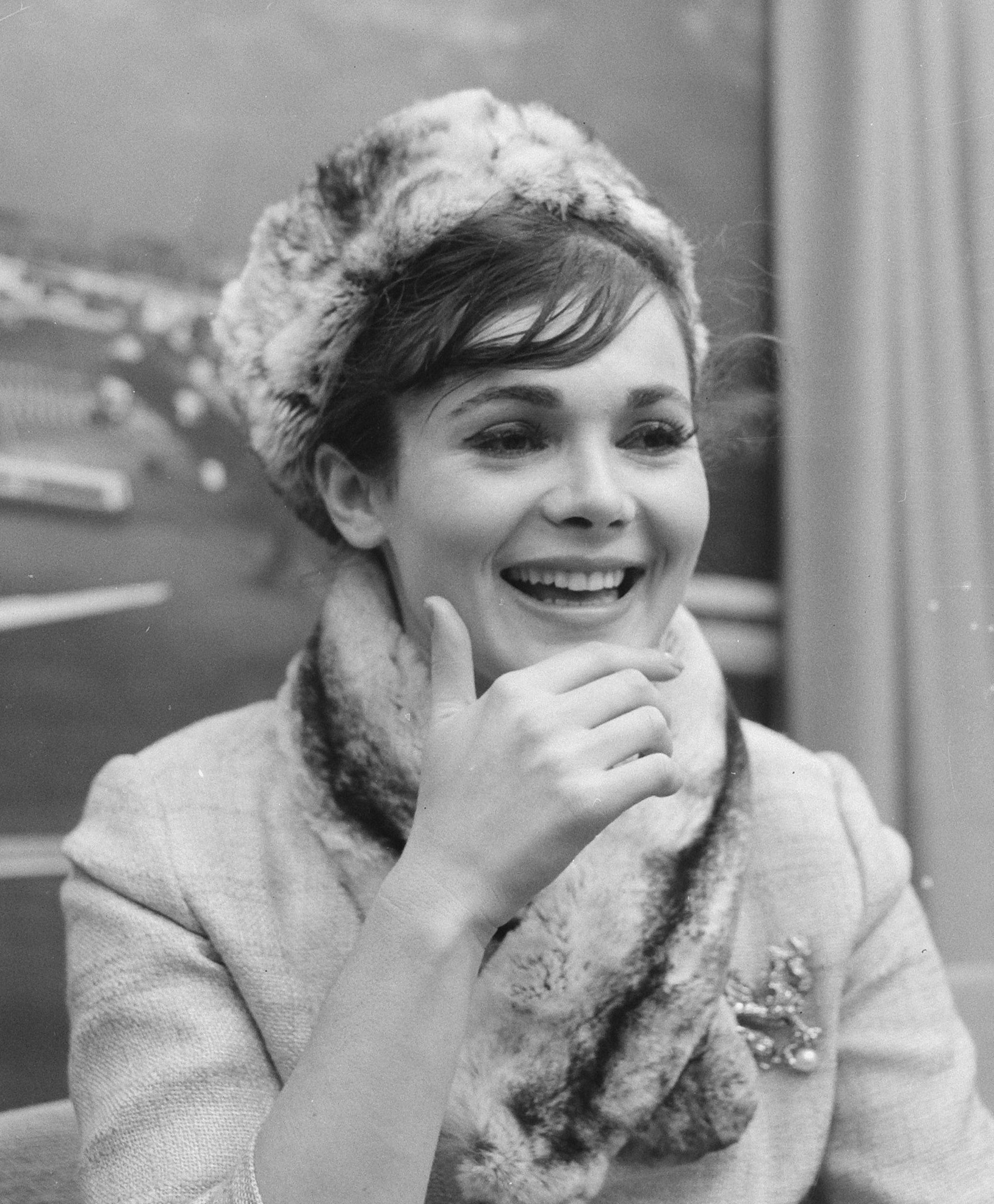
گیلا گولان
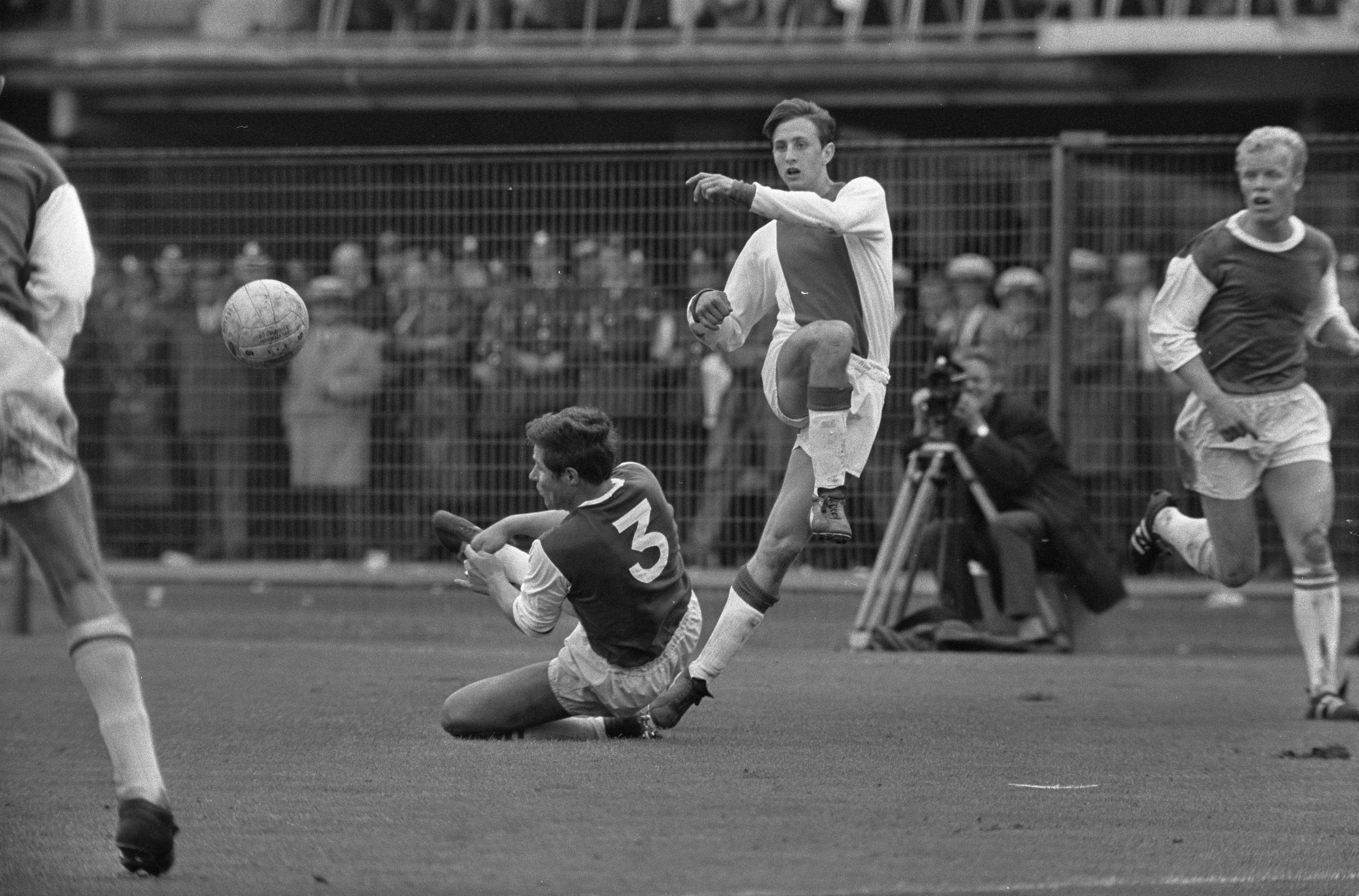
یوهان کرایف